# Kindereisenbahn Kratowo
| Diesellok ТУ2-078 nach dem Umbau (2008) |                     |                                            |                                            |
| Streckenverlauf der Kindereisenbahn Kratowo in Moskau |                     |                                            |                                            |
| Streckenlänge: | 4,962 km            |                                            |                                            |
| Spurweite: | 750 mm (Schmalspur) |                                            |                                            |
| |                     |                                            |                                            |
| \| \| \| Юность – Junost (bei Otdych) \| \| \| \| Школьная – Schkolnaja (auf halber Strecke) \| \| \| \| Gleisdreieck \| \| \| \| Пионерская – Pionerskaja (bei Kratowo) \| |                     |                                            |                                            |
| U-Bahn-Kopfbahnhof Streckenanfang |                     | Юность – Junost (bei Otdych)               | Юность – Junost (bei Otdych)               |
| U-Bahn-Bahnhof |                     | Школьная – Schkolnaja (auf halber Strecke) | Школьная – Schkolnaja (auf halber Strecke) |
| U-Bahn-Abzweig geradeaus, nach links und von links |                     | Gleisdreieck                               | Gleisdreieck                               |
| U-Bahn-Kopfbahnhof Streckenende |                     | Пионерская – Pionerskaja (bei Kratowo)     | Пионерская – Pionerskaja (bei Kratowo)     |

Die Kindereisenbahn Kratowo (russisch Малая Московская железная дорога Malaja Moskowskaja schelesnaja doroga) ist eine schmalspurige Parkeisenbahn in Moskau. Die Bahn wurde am 2. Mai 1937 als eine der vielen Pioniereisenbahnen in der Sowjetunion eröffnet und ist auch heute noch in Betrieb.

## Streckenverlauf
Die Strecke mit einer Spurweite von 750 mm hat eine Länge von 4,962 km. Sie hat drei Stationen Junost (Юность), Schkolnaja (Школьная) und Pionerskaja (Пионерская) mit einem Gleisdreieck im Stadtteil Kratowo. Früher gab es am Bahnhof Junost eine Wendeschleife zum Wenden der Dampflokomotiven, die aber aufgrund des heutigen Dieselbetriebs außer Betrieb genommen wurde.

## Schienenfahrzeuge

### Lokomotiven
Auf der Strecke werden folgende Diesellokomotiven eingesetzt:
- Diesellok der SŽD-Baureihe ТУ2 – № 129 (modern umgebaut) und № 241 (Originalzustand)
- Diesellok der RŽD-Baureihe ТУ10 – № TU10-032 (seit April 2018)

Früher wurden folgende Dampf- und Diesellokomotiven auf der Strecke betrieben:
- Dampflok ВЛ-1 (Orenstein & Koppel, außer Betrieb)
- Dampflok ИС-1 (Werkstyp 63/65, außer Betrieb)[1]
- Diesellok der SŽD-Baureihe ТУ7 – № 2728 und № 2729 (außer Betrieb)
- Diesellok der SŽD-Baureihe ТУ2 – № 078 (bis 2018, modern umgebaut)

### Weitere Fahrzeuge
Heute gibt es fünf Personenwagen des Typs 20,0015 und einen des Typs 20,0016 (HQ). Außerdem gab es früher drei hölzerne Personenwagen, einen Pafawag-Wagen sowie acht Wagen des Typs PV51.

## Betrieb

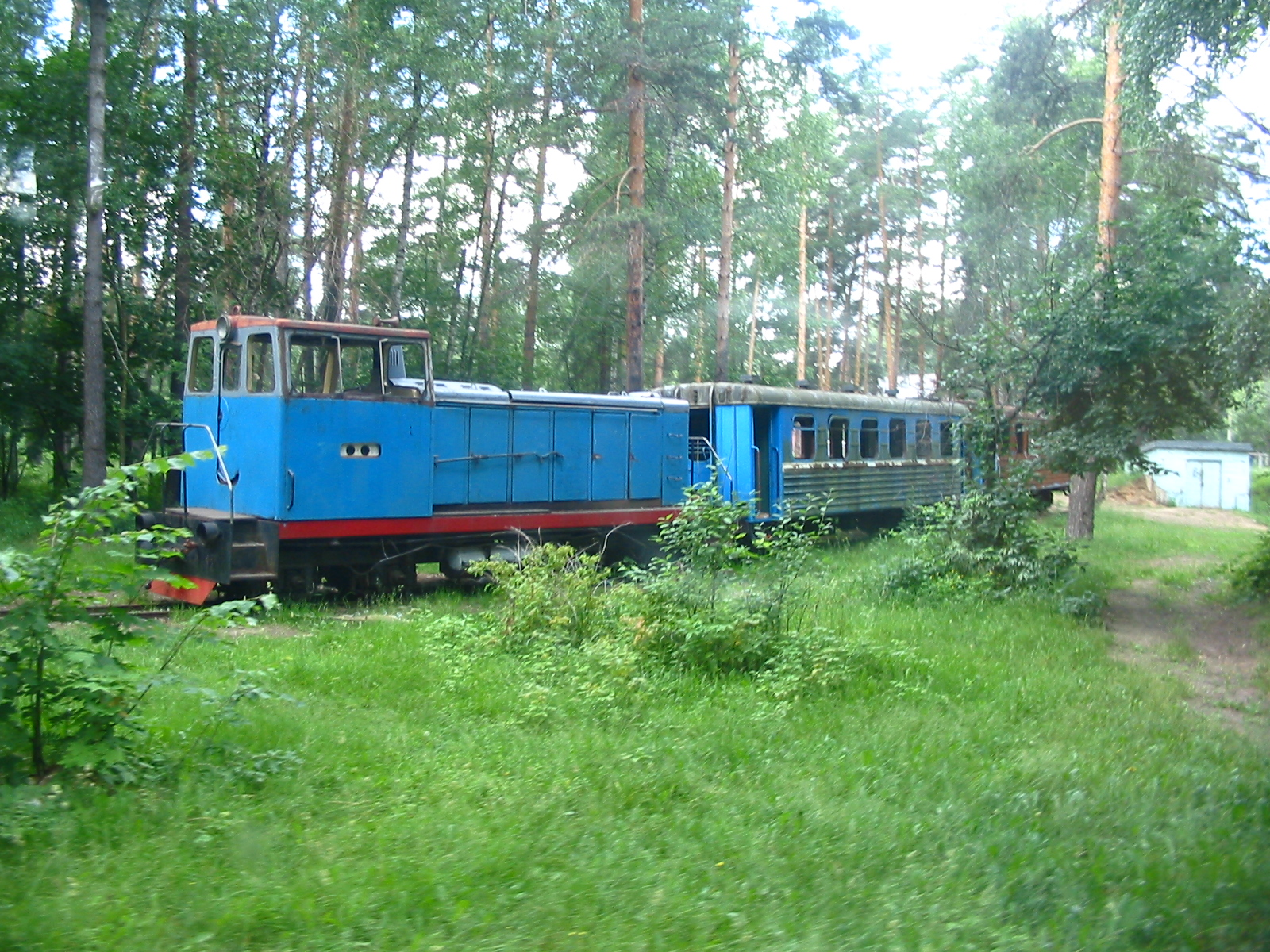
Diesellok der ТУ7, 2003
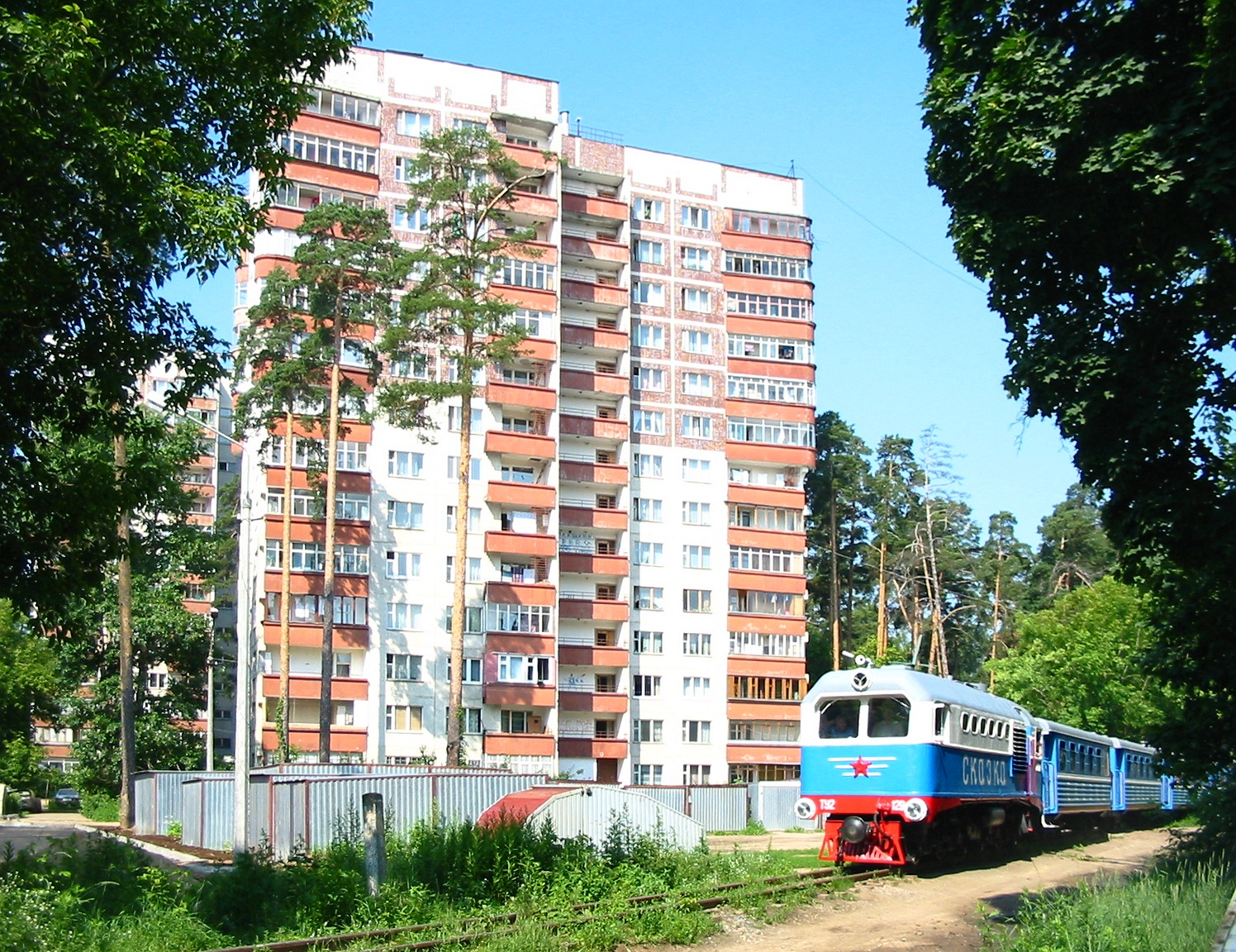
Diesellok der ТУ2 – № 129, 2003
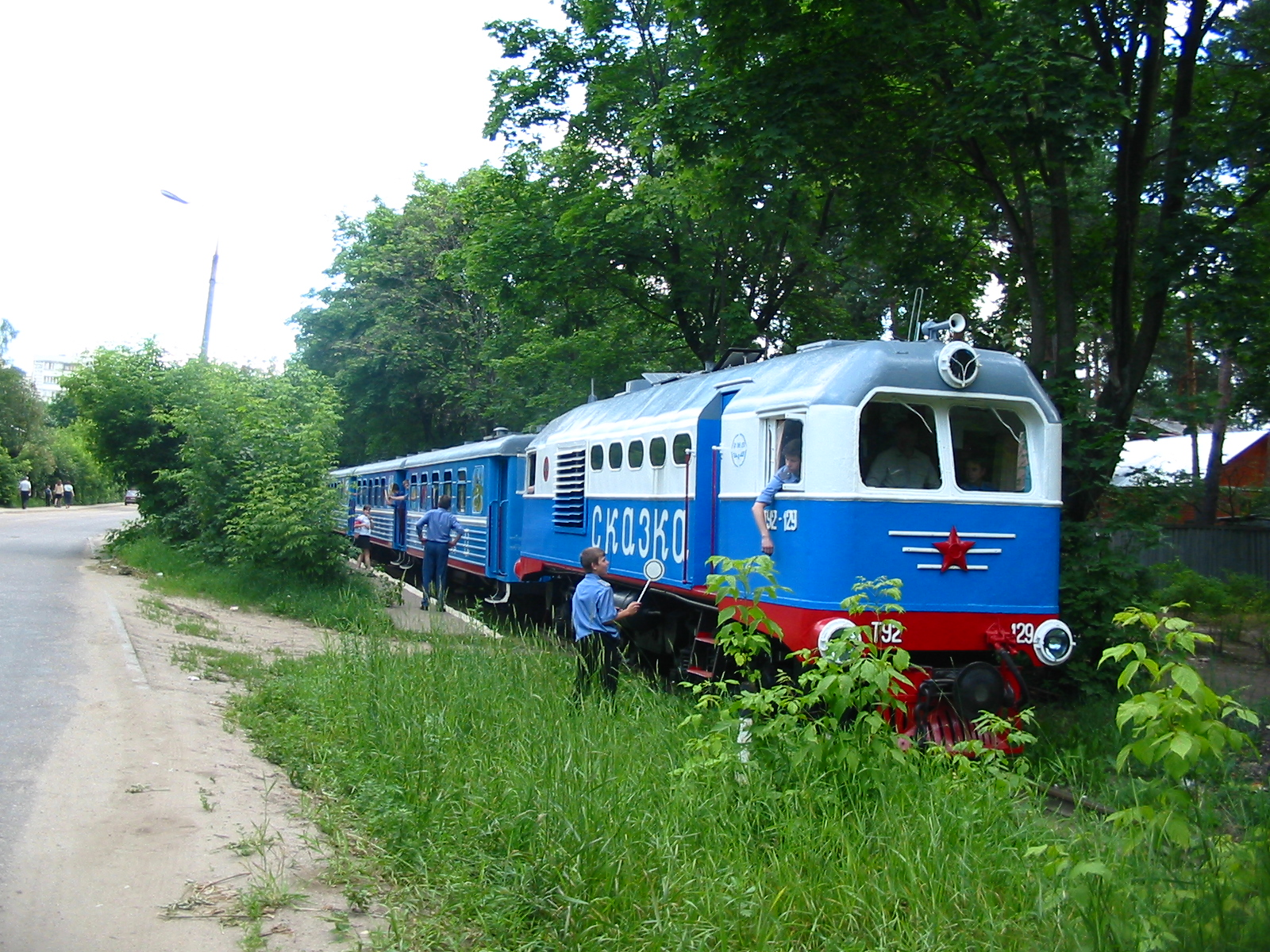
Diesellok der SŽD-Baureihe ТУ2 – № 129, 2003
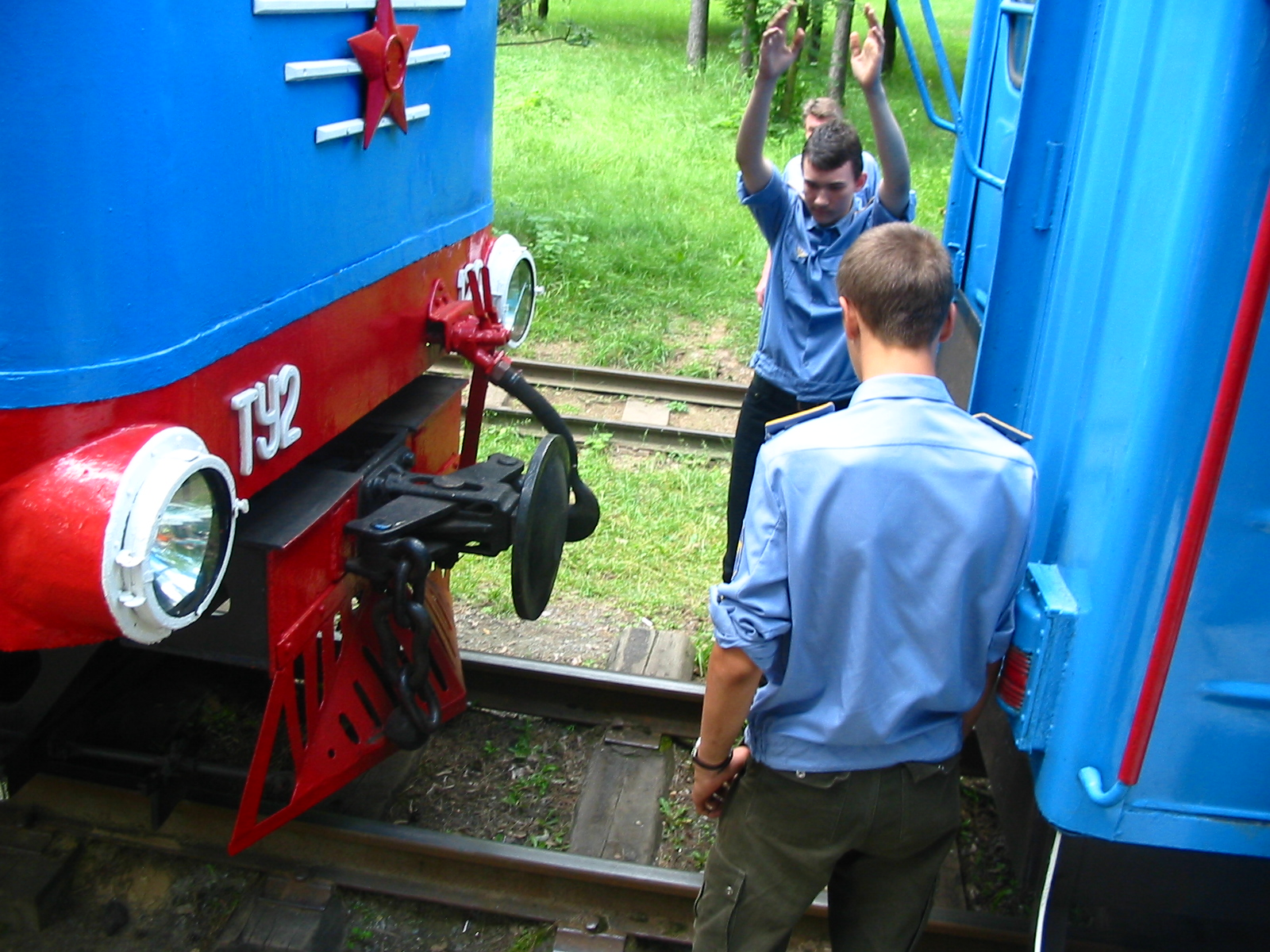
Kuppeln
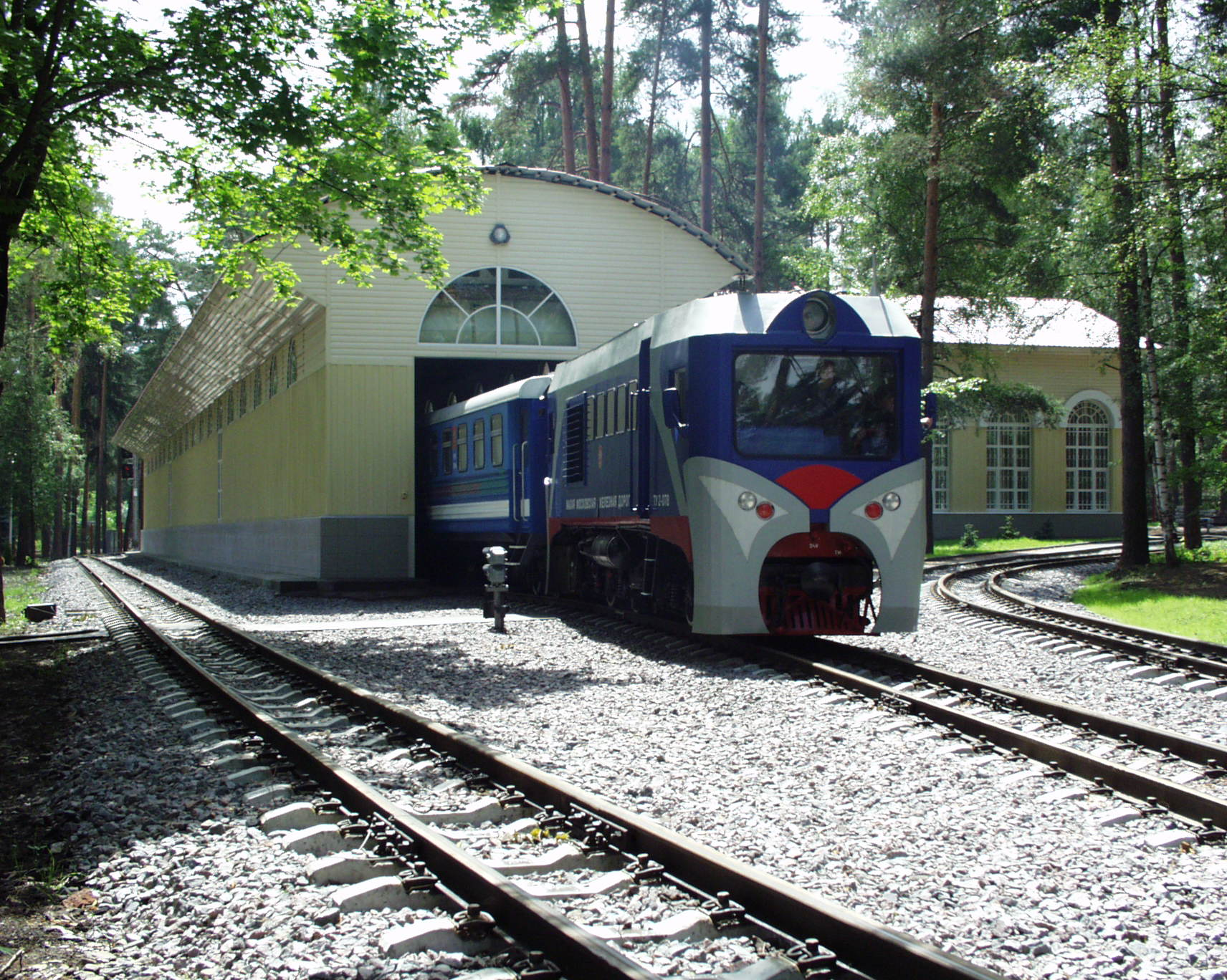
Diesellok ТУ2, 2011 nach dem Umbau
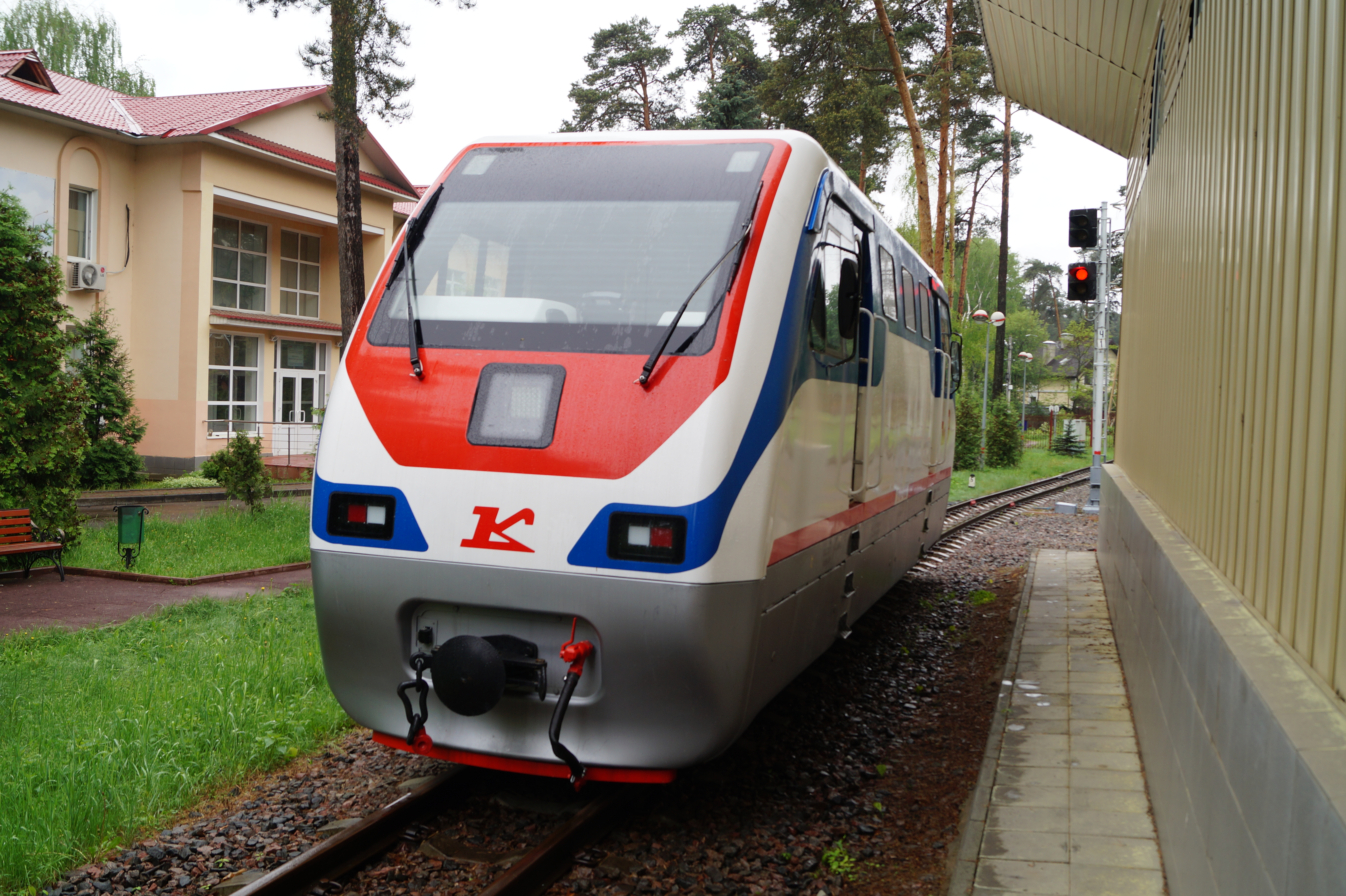
Fabrikneue TU10-032 im Mai 2018